# Eupithecia subvincta
Eupithecia subvincta là một loài bướm đêm trong họ Geometridae.